# Efficacité lumineuse d'un rayonnement
L'efficacité lumineuse d'un rayonnement est le rapport du flux lumineux Φv sur le flux énergétique Φe,. Son unité est le lumen par watt (lm·W−1). Elle exprime l'efficacité d'un rayonnement compte tenu de la sensibilité de l’œil humain modélisée à l'aide de l'efficacité lumineuse spectrale.
{\displaystyle K={\frac {\Phi _{v}}{\Phi _{e}}}={\frac {\int _{0}^{\infty }K(\lambda )\,\Phi _{{e},\lambda }\,\mathrm {d} \lambda }{\int _{0}^{\infty }\Phi _{{e},\lambda }\,\mathrm {d} \lambda }}},
où
- Φv est le flux lumineux en lumens (lm) ;
- Φe est le flux énergétique en watts (W) ;
- Φe,λ est la densité spectrale de flux énergétique en watts par mètre (W·m−1) ;
- K(λ) = Km·V(λ) est l'efficacité lumineuse spectrale en lumens par watt (lm·W−1).

Dans le domaine photopique, c'est-à-dire en vision diurne, la valeur de l'efficacité lumineuse est toujours un nombre compris entre 0 lm W−1 et 683,002 lm W−1. 
- 0 lm W−1 est l'efficacité lumineuse d'un rayonnement ne comprenant aucune fréquence dans la plage visible ;
- l'efficacité lumineuse maximale, 683,002 lm W−1, est atteinte par la radiation de longueur d'onde 555 nm (vert–jaune), correspondant au maximum de sensibilité de l'œil humain, selon la fonction d'efficacité lumineuse spectrale d'un observateur de référence défini par la CIE ;
- l'efficacité lumineuse d'un rayonnement monochromatique de fréquence 540 THz (longueur d'onde 555,171 nm), a été fixée à exactement 683 lm W−1 par la 26e Conférence générale des poids et mesures [3].

À titre d'exemple, l'efficacité lumineuse du rayonnement solaire est d'environ 100 lm W−1,.